# Aïn Bénian (Aïn Defla)
Aïn Bénian (em árabe: عين البنيان) (anteriormente Vesoul-Bénian, durante a colonização francesa), é uma comuna localizada na província de Aïn Defla, no norte da Argélia. Em 2008, sua população era de 5 488 habitantes.